# Transports urbains delémontains
Transports urbains delémontains (TUD) est un réseau de transport en commun du canton du Jura en Suisse.

## Lignes
Exploité par Mobiju, le réseau  comprend 3 lignes urbaines et 6 lignes péri-urbaines desservant la ville de Delémont avant de quitter celle-ci pour desservir l'agglomération. Presque toutes les lignes ont pour départ la gare de Delémont.
Les 3 lignes urbaines sont composées de 3 lignes en boucle, la ligne 1 va à l'hôpital régional avec une cadence de 3 bus / heure, la ligne 2 va au quartier du Mexique via Morépont (quartier administratif) 3 bus / heure, la ligne 3 part de la gare pour aller en vieille ville avec 4 bus / heure. Cette dernière est régulièrement exploitée avec une navette électrique. Ces 3 lignes sont gratuites le samedi.